# Danh sách câu lạc bộ bóng đá ở Papua New Guinea
Đây là danh sách các câu lạc bộ bóng đá ở Papua New Guinea.
- Besta United PNG
- Eastern Stars FC (Milne Bay)
- Gelle Hills United (Port Moresby)
- Gigira Laitepo Morobe (Lae)
- Hekari United FC (Port Moresby)
- Madang Niupetro Fox (Madang)
- NC Civil Works Oro FC
- Moresby Casino Hotel FC (Port Moresby)
- Petro Souths FC (Mendi)
- Unitech FC (Lae)
- University Inter FC (Port Moresby)